# Hallencourt
Hallencourt – miejscowość i gmina we Francji, w regionie Hauts-de-France, w departamencie Somma.
Według danych na rok 2011 gminę zamieszkiwały 1402 osoby, a gęstość zaludnienia wynosiła 68 osób/km² (wśród 2293 gmin Pikardii Hallencourt plasuje się na 208. miejscu pod względem liczby ludności, natomiast pod względem powierzchni na miejscu 77.).